# Geometria affine
In matematica, la geometria affine è la geometria che studia gli spazi affini. Tratta essenzialmente quegli argomenti della geometria euclidea che possono essere sviluppati senza l'uso dei concetti di misura degli angoli e di rapporto tra due segmenti non paralleli. Occupa un posto intermedio fra la geometria euclidea e la geometria proiettiva; in quest'ultimo caso anche la nozione di parallelismo perde di significato. Il suo studio fa largo uso dell'algebra lineare.

## Spazi affini
Intuitivamente, uno spazio affine è un oggetto simile ad uno spazio vettoriale che non abbia alcun  "punto privilegiato" (l'origine).
Uno spazio affine è un insieme E di oggetti detti punti , tale che ad ogni coppia ordinata di punti (p;q) sia associato un vettore φ(p,q) di un determinato spazio vettoriale V. Nella definizione non ci sono restrizioni sul campo associato allo spazio V, che può essere ad esempio quello dei numeri reali, o complessi.
La funzione che associa a due punti un vettore deve soddisfare un paio di assiomi, che garantiscono che, fissato un punto qualsiasi p come origine dello spazio, i vettori φ(p,q) al variare di q formino uno spazio vettoriale isomorfo a V. In termini più astratti, uno spazio affine è un  G-torsore; soltanto se si sceglie un suo punto (piano affine 'puntato') allora diventa uno spazio vettoriale (isomorfo allo spazio tangente nel punto).

## Trasformazioni affini
Una trasformazione affine fra due spazi affini è la composizione di una traslazione e una trasformazione lineare: quest'ultima ha senso dopo aver fissato un punto p come origine. L'immagine di un sottospazio affine tramite questa trasformazione è sempre un sottospazio affine. Nel caso in cui la trasformazione sia un isomorfismo, la dimensione del sottospazio è preservata.

## Proprietà
In uno spazio affine, due sottospazi possono non intersecarsi. Ad esempio, nello spazio affine tridimensionale ci sono rette e piani paralleli. Per questo motivo non vale la formula di Grassmann.
La geometria affine è intermedia fra la geometria degli spazi vettoriali e quella proiettiva: in uno spazio vettoriale i sottospazi sono costretti a passare per l'origine. Lo spazio affine viene quindi costruito per ovviare a questa mancanza innaturale, ma in questo modo viene persa la formula di Grassmann, e in molti problemi si allunga la lista dei casi da considerare: due rette possono essere incidenti, complanari, sghembe... Lo spazio proiettivo elimina nuovamente fenomeni di parallelismo aggiungendo dei "nuovi punti all'infinito", senza ripristinare un "punto privilegiato".
Ad esempio un piano passante per l'origine e una retta ad esso parallela generano uno spazio somma che è un piano parallelo al primo contenente la retta che ha dimensione 2 non 3 come dovrebbe essere secondo la formula di Grassmann.

## Applicazioni
Lo spazio affine è usato nella fisica classica come modello dello spazio tridimensionale in cui viviamo. Questo modello non è però soddisfacente per modellizzare lo spazio per spiegare alcuni fenomeni che si sviluppano su grandi scale, fenomeni che si studiano nella fisica relativistica.